# 清原清定
清原 清定（きよはら の きよさだ、生没年不詳）は、鎌倉幕府の官僚。官位は図書允、左衛門尉。

## 人物
『尊卑分脈』では、実父を藤原時長の子孫の藤原以邦、養父を清原信定とする。鎌倉幕府の公事奉行人、政所寄人となり、重要政務や訴訟裁決、各種行事に精通した奉行人として活動していた。また右筆役となり、執筆の任を果たすことも多かった。
『吾妻鏡』によれば建久5年（1194年）閏8月には清水冠者義高追悼法事の奉行を務め、同年12月には大庭景能や安達盛長と共に、鶴岡八幡宮担当の御願寺社奉行となる。建仁3年（1203年）10月の源実朝の征夷大将軍就任による政所始めには家司として参加。元久元年（1204年）4月には武蔵国、駿河国、越後国などの大田文作成を命じられた。元久2年（1205年）12月には、平家没官領を新補地頭に割り当てる際の率法の作成を命じられた。建保元年（1213年）12月には鷹狩を禁止する諸国の守護人への命令を奉行した。建保6年（1218年）12月には源実朝が右大臣に任官後初の政所始めに縁起文書の清書係として参加している。承久3年（1221年）5月には承久の乱に先立って、町野康俊とともに鶴岡八幡宮・勝長寿院・永福寺・大慈寺での戦勝祈願と、陰陽師に三万六千神祭を行わせた際の奉行となっている。寛元2年（1244年）4月藤原頼嗣の元服式に供奉した。
子息の斎藤長定（法名：浄円）・清原満定は幕府評定衆を務めた。